# Lidia Yurkova
Lidia Yurkova (Unión Soviética, 15 de enero de 1967) es una atleta soviética retirada especializada en la prueba de 100 m vallas, en la que ha conseguido ser medallista de bronce europea en 1990.

## Carrera deportiva
En el Campeonato Europeo de Atletismo de 1990 ganó la medalla de bronce en los 100 m vallas, con un tiempo de 12.92 segundos, llegando a meta tras la francesa Monique Ewanje-Epée (oro con 12.79 s) y la alemana Gloria Kovarik-Siebert (plata).